# Milioliporinae
Milioliporinae es una subfamilia de foraminíferos bentónicos de la familia Milioliporidae, de la superfamilia Soritoidea, del suborden Miliolina y del orden Miliolida. Su rango cronoestratigráfico abarca desde el Carniense hasta el Rhaetiense (Triásico superior).

## Discusión
Algunas clasificaciones incluyen Milioliporinae en la superfamilia Milioliporoidea.

## Clasificación
Milioliporinae incluye a los siguientes géneros:
- Miliolipora †
- Ophthalmipora †